# The New Standard
The New Standard ist ein Jazzalbum von Herbie Hancock, das 1996 bei Verve Records erschien. Das vierzigste Album von Hancock und das erste bei Verve enthält Jazz-Interpretationen von Songs der Rockmusik und des Contemporary R&B.

## Hintergrund
Populäre Lieder der Zeit aufzugreifen und sie in Jazzbesetzung neu zu interpretieren, war immer schon ein Grundpfeiler der Jazzaufführung. So entstanden in früheren Jahrzehnten viele Jazzstandards. Guy Eckstine von Verve schlug Hancock vor, ein Album mit aktuellen Popsongs aufzunehmen. Der fragte sich aber zunächst, was denn neue Standards sein könnten. Seine Idee war es, ausgehend von den Komponisten zu schauen, welche ihrer Werke am besten einen solchen Charakter hätten und auf das Album passten.
Hancock beschloss also, „Lieder von aktuellen Künstlern zu nehmen und sie so zu behandeln, als wären sie ursprünglich als Jazzstandards geschrieben worden.“ Dazu arbeitete er mit Bob Belden an der getroffenen Auswahl und arrangierte die Songs. „Ich fügte Akkorde hinzu, ich wechselte die Tonarten, ich veränderte einiges am Rhythmus, ich verwandte einige Mollakkorde anstelle der ursprünglichen Durakkorde, das heißt, ich setzte manchmal das, was wir unter relative minor verstehen für die major chords. Ich wandte alle Arten von musikalischen Tricks an, nicht nur, um sie zu verändern, sondern um sie für die Musiker, die darüber improvisieren sollten, interessanter zu machen. Um sie für die Jazzimprovisation geeigneter zu machen und zugleich herausfordernd.“
Im Interview mit Gudrun Endress führte Hancock weiter aus: „Ich sage nicht, daß diese Songs die neuen Standards wären, ganz und gar nicht. Der Titel [des Albums] ist eher wie eine Frage zu verstehen. Oder auch wie ein Statement, daß wir nach neuen Standards Ausschau halten sollten, vielleicht auch, daß wir neue Standards kreiieren sollten.“ Gewählt habe er für das Album keineswegs seine „liebsten Popstücke. Das spielte bei dieser Sache auch keine Rolle, es ging mir in erster Linie um das Endresultat, um ihre Gestalt als Jazzstücke.“ Die Titel sollten so klingen, „als ob sie ursprünglich als Jazzstücke geschrieben worden wären. Somit erscheinen sie ganz natürlich, wenn sie in einem Jazzstil gespielt werden. Das ist etwas ganz und gar anderes, als wenn man diese Popsongs nimmt und verjazzt.“
Hancock, der schon länger kein Album mehr in einer kaum verstärkten Jazzbesetzung eingespielt hatte, entschied sich dafür, The New Standard mit einem akustisch geprägten All-Star-Sextett aufzunehmen. Er holte den Saxophonisten Michael Brecker, den Gitarristen John Scofield, den Bassisten Dave Holland, den Perkussionisten Don Alias und den Schlagzeuger Jack DeJohnette zur Aufnahme von The New Standard; für einige Stücke wurde noch auf eine Bläser- bzw. Streichergruppe (die später in Hollywood aufgenommen wurden) zurückgegriffen. Nur „Manhattan (Island of Lights and Love)“, das er gemeinsam mit seiner Schwester geschrieben hatte, spielte er alleine.

## Titelliste
1. New York Minute (Don Henley, Danny Kortchmar, Kai Winding) – 8:35
2. Mercy Street (Peter Gabriel) – 8:36
3. Norwegian Wood (This Bird Has Flown) (John Lennon, Paul McCartney) – 8:07
4. When Can I See You (Kenny Babyface Edmonds) – 6:17
5. You’ve Got It Bad Girl (Stevie Wonder, Yvonne Wright) – 7:15
6. Love Is Stronger Than Pride (Sade Adu, Andrew Hale, Stuart Matthewman) – 8:00
7. Scarborough Fair" (Traditional)[6] – 8:24
8. Thieves in the Temple (Prince) – 7:33
9. All Apologies (Kurt Cobain) – 5:08
10. Manhattan (Island of Lights and Love) (Herbie Hancock, Jean Hancock) – 4:06
11. Your Gold Teeth II (Donald Fagen, Walter Becker) – 5:14

## Rezeption

### Besprechungen und Würdigungen
Auf den ersten Blick scheine The New Standard für Jazzfans nicht vielversprechend zu sein, schreibt Scott Yanow für Allmusic. Doch „durch das Hinzufügen von Vamps, das Reharmonisieren der Akkordstrukturen, das manchmal schnelle Verwerfen der Melodien und den Einsatz einer All-Star-Band gelang es Hancock jedoch, die potenziell undankbare Musik in kreativen Jazz zu verwandeln.“ Musikalisch seien die Ergebnisse „oft ziemlich hart und sicher nie vorhersehbar. Obwohl es zweifelhaft ist, ob einer dieser Songs jemals zu einem Jazzstandard werden wird, hat Herbie Hancock erfolgreich eine denkwürdige Zusammenstellung von ‚neuer‘ Musik geschaffen. Es lohnt sich, sie zu entdecken.“ The New Standard erhielt den Jahrespreis der Deutschen Schallplattenkritik.
Extrem kritisch wird The New Standard von Mátyás Kiss in Rondo beurteilt: „Herbie Hancocks Wiedereinstieg in seine Jazzkarriere ist für alle diejenigen deprimierend, die sich noch erinnern, wie gut er vor dreißig Jahren war.“ Denn eine so lange Abstinenz von der Szene bleibe nicht folgenlos. „Jazz ist eine Lebensform, nicht nur ein Musikstil, in den man sich nach Belieben einklinken kann, um nach Feierabend von der Fusion-Materialschlacht zu entspannen,“ glaubte der Kritiker. Eine Interpretation von Popsongs sei dann in Ordnung, wenn „die Ausführung eine gleichwertige Alternative zu den Originalen bietet – was hier nicht der Fall ist.“ Michael Brecker sei leider kein Wayne Shorter, hätte aber zu viel Gelegenheit „zum Vorsichhindudeln“. Doch die Einzelleistungen dieser zusammengewürfelten Band würden ohnehin nicht in Erinnerung bleiben. The New Standard zöge „sich hin wie ein Kaugummi, der seinen Mangel an Geschmack durch schiere Quantität zu kaschieren sucht.“
Wolfram Knauer war in seiner Besprechung für das Jazz Podium wohlwollender und frohlockte: „Welcome back to the acoustics, Herbie!“ Er meinte hingegen, dass die starbesetzte Band um Hancock „aus den aus der Popmusik geretteten Titeln keine neuen Standards“ mache, sondern „höchstens ihren eigenen Standard“ setze, „den Qualitätsstandard hervorragender Jazzmusiker.“ Damit „bleibt als Resummée der New Standards etwas, was auch für die alten Standards galt: daß sie nämlich als hervorragende gemeinsame Basis für das Treffen von sechs Musikern gelten, von denen jeder seine eigenen … Wege geht.“
Zehn Jahre später meinte Jürgen Schwab zu dieser Rezension, dass sie zwar richtig sei, „aber zu kurz gegriffen.“ Man müsse im Einzelnen würdigen, wie „Herbie Hancock die Poptitel umarrangiert, wie er zum Beispiel Peter Gabriels Mercy Street‹ ein mixolydisches Bassostinato unterlegt und dann die Melodie mit E-Gitarre und Sopransaxophon im Unisono instrumentiert, wie er Harmonien an manchen Stellen ganz weglässt und an anderen Stellen mit opulenten Reharmonisierungen arbeitet, wie er Formen und Melodien entweder aufbricht oder bewahrt, welche zugleich witzige und vielsagende Lösung er für Kurt Cobains ›All Apologies‹ findet.“ Dann komme man zu dem Urteil, dass Hancock, der „Meister aller Klassen“ hier „einen Steinbruch an Ideen“ liefere, „aus dem sich die junge Jazzgeneration bei ihren Annäherungsversuchen an den Pop bedienen kann“ – was sie auch tue (als Beispiel führt er Lisa Bassenge an).
Als The New Standard 1996 herauskam, war der Kritiker der britischen Fachzeitschrift Jazzwise erstaunt, dass die Kritiker das Album nicht in den höchsten Tönen lobten. Ein Grund dafür mag die Wahl des Repertoires gewesen sein – Songs von den Beatles, Steely Dan, Peter Gabriel, Paul Simon, Prince und so weiter. Das machte dieses Album zu einem der frühesten Beispiele (so wie auch Yuri Honing in den Niederlanden), das aktuelle Songs aus der Popularmusik als Grundlage für Jazzimprovisationen nutzte. „Wenn ich mich recht erinnere, war dies der Hauptkritikpunkt vieler Rezensenten zu jener Zeit.“ Zehn Jahre später war es hingegen zeitgemäß, einen Song von Radiohead oder eine Ballade von Nick Drake ins Repertoire aufzunehmen, so dass es möglich sei, dieses Album neu zu bewerten. Vom ersten Stück an strotze dieses Album vor Energie und Kreativität. „Hancock schwebt und Brecker brennt. Dies ist dynamischer Jazz von einigen der besten Musiker der Gegenwart.“ Auch wenn ein oder zwei Stücke sich nicht ganz so gut als Ausgangspunkt für die Jazzausflüge eigneten, seien neun der elf Titel „tadelloser, brennender New Yorker Jazz auf höchstem Niveau.“ Das Album sei „äußerst empfehlenswert.“
Ron Cherian transkribierte 2006 die Soli von Hancock für die Jazzzeitung. Dabei lobte er The New Standard: Dort „werden Fragmente der Original-Melodie neu zusammengesetzt, Form und Harmonie, Groove und Tempo verändert und natürlich vor allem eines: ausgiebig improvisiert.“ Dabei verändere sich auch der Charakter von Stücken, etwa beim Eagles-Klassiker „New York Minute“: „Im Original eine sentimentale Pop-Ballade, bekommt das Stück hier im uptempo sowie durch spannungsvolle modale Improvisation über Pedalpunkte etwas von der Hektik New Yorks verpasst.“
Michael Rüsenberg stellte 2022 rückblickend fest, dass The New Standard keineswegs in die belle etage von Hancocks Diskographie aufgerückt sei; er erinnerte sich „an ein mäßiges Konzert auf der entsprechenden Tour im Robert Schumann-Saal, Düsseldorf.“ Zudem zeige sich, dass das Album seine Wirkung nur zum Teil erreicht habe: Standards gut und originell zu interpretieren, sei das Eine, etwas Anderes sei es, bis dato nicht zum Kanon gehörige Kompositionen als Standards zu etablieren. „Folgen andere KollegInnen nicht – bleibt den betreffenden Songs der höhere Status verwehrt.“ Hancock habe mit seiner Auswahl das so getroffene „Versprechen auf die Zukunft“ nicht einlösen können. Mit Ausnahmen von „Norwegian Wood“, was aber bereits ein Standard gewesen sei, habe er nicht dazu begeistern können, die von ihm gewählten Stücke ins Jazzrepertoire aufzunehmen.

### Charts und Chartplatzierungen
| ChartsChartplatzierungen | Höchstplatzierung | Wochen |
| ------------------------ | ----------------- | ------ |
| Schweiz (IFPI)           | 45 (1 Wo.)        | 1      |